# Micrognathus
Micrognathus is een geslacht van straalvinnige vissen uit de familie van zeenaalden en zeepaardjes (Syngnathidae). Het geslacht is voor het eerst wetenschappelijk beschreven in 1912 door Duncker.

## Soorten
- Micrognathus andersonii (Bleeker, 1858)
- Micrognathus brevicorpus Fricke, 2004
- Micrognathus brevirostris (Rüppell, 1838)
  - Micrognathus brevirostris brevirostris (Rüppell, 1838)
  - Micrognathus brevirostris pygmaeus Fritzsche, 1981
- Micrognathus crinitus (Jenyns, 1842)
- Micrognathus erugatus Herald & Dawson, 1974
- Micrognathus micronotopterus (Fowler, 1938)
- Micrognathus natans Dawson, 1982